# La Chapelle-aux-Brocs
La Chapelle-aux-Brocs település Franciaországban, Corrèze megyében. Lakosainak száma 460 fő (2022. január 1.). La Chapelle-aux-Brocs Cosnac, Dampniat és Lanteuil községekkel határos.

## Népesség
A település népességének változása:
| Lakosok száma | 185  | 212  | 345  | 356  | 420  | 424  | 427  | 442  | 442  | 460  |
|               | 1968 | 1982 | 1990 | 2006 | 2013 | 2015 | 2017 | 2019 | 2020 | 2022 |